# Faidja
Faidja est une commune de la wilaya de Tiaret en Algérie.